# Eupithecia aritai
Eupithecia aritai är en fjärilsart som beskrevs av Inoue 1977. Eupithecia aritai ingår i släktet Eupithecia och familjen mätare. Inga underarter finns listade i Catalogue of Life.